# Martin S. Jensen
Martin Sejr Jensen (Dinamarca, 10 de julho de 1973) é um futebolista dinamarquês aposentado, que jogava como goleiro e entre os anos de 2001 e 2007 atuou em diversos clubes do Campeonato Dinamarquês de Futebol, a primeira divisão do futebol dinamarquês. Na temporada de 2005-2006, o atleta foi campeão da Copa da Dinamarca atuando pelo Randers FC, além de ter feito parte do elenco do Aalborg BK que acabou se sagrando campeão dinamarquês na temporada 2007-2008.